# Novo Nordisk
Novo Nordisk é uma indústria farmacêutica dinamarquesa. A empresa mantém instalações industriais em sete países, além de filiais e escritórios presentes em outros oitenta.
A Novo Nordisk fabrica e comercializa produtos e serviços farmacêuticos, especificamente de diabetes. Seu principal produto é o medicamento semaglutida, usado no tratamento de diabetes com a marca Ozempic e obesidade com a marca Wegovy. A Novo Nordisk também está envolvida no gerenciamento de hemostasia, terapia com hormônio de crescimento e terapia de reposição hormonal. A empresa fabrica vários medicamentos sob diversas marcas, incluindo Levemir, Tresiba, NovoLog, Novolin R, NovoSeven, NovoEight e Victoza.
É a maior produtora de insulina do mundo, produzindo e fornecendo cerca de 50% do mercado.

## História
Fundada em 1923, foi criada a partir da fusão de duas outras empresas, ambas datando de 1920.

## No Brasil
Possui industrias em Araucária (Paraná) e filial na cidade de Montes Claros, no norte do estado de Minas Gerais.

## Em Portugal
A afiliada portuguesa da empresa chama-se Novo Nordisk Comércio de Produtos Farmacêuticos. A sua sede situa-se na Quinta da Fonte, concelho de Oeiras.